# سندرم جاکوب
سندرم جاکوب یا سندرم XYY بخاطر وجود یک کروموزوم Y اضافی در هر سلول انسان مذکر به وجود می‌آید. اگرچه این کروموزوم Y اضافی باعث بلند قد شدن این افراد نسبت به میانگین سایرین می‌شود اما ویژگی فیزیکی غیرمعمول دیگری را نشان نمی‌دهد. اکثر این افراد با سندرم جاکوب رشد جنسی طبیعی دارند و توانایی باروری دارند. Y اضافی بخاطر نقص در میوز II پدری است و بخاطر نداشتن علائم بالینی و فیزیکی مشخص تشخیص آن در برخی به‌طور تصادفی صورت می‌گیرد.
سندرم جاکوب با کاهش ۱۰ تا ۲۰ واحدی بهره هوشی نسبت به خواهر یا برادر سالم خود مرتبط می‌باشد و در تکلم و قدرت زبانی نیز دارای تأخیر هستند. تأخیر در توسعه توانایی‌های حرکتی (مثل راه رفتن و نشستن)، ضعف کشش ماهیچه‌ای (هایپوتونی)، لرزش دست یا دیگر حرکات ناخواسته (تیک‌های حرکتی)، و دیگر مشکلات رفتاری و احساسی نیز امکان‌پذیر می‌باشند. شدت این ویژگی‌ها بین افراد مبتلا بسیار متفاوت می‌باشد.
درصد کمی از افراد دارای سندرم مبتلا به سلسله اختلالات ذهنی هستند که بسته به شرایط و روابط اجتماعی ممکن است شدت یابد.

## فراوانی سندرم
سندرم جاکوب دارای فراوانی ۱ در هر هزار تولد نوزادان پسر است. ۵ نوزاد از هر ۱۰ نوزاد جاکوب هر روز در ایالت متحده متولد می‌شوند. در ۲ تا ۳ درصد از مردانی که بخاطر مشکلات یادگیری یا رفتار ضد اجتماعی در مراکز مربوطه هستند، این ناهنجاری یافت می‌شود. با این وجود تأکید بر این نکته حائز اهمیت است که بیش تر مردان جاکوب نه مشکل یادگیری دارند و نه سابقه جرم، هرچند عدم بلوغ هیجانی و احساسی و رفتار آنی نشان می‌دهند.

## دیگر نام‌های سندرم 47,XYY
سندرم جاکوبی
کاریوتایپ XYY
سندرم XYY
سندرم ابرمرد
سندرم YXY